# Wall Lane
Wall Lane es un lugar designado por el censo ubicado en el condado de Yuma en el estado estadounidense de Arizona. En el Censo de 2010 tenía una población de 415 habitantes y una densidad poblacional de 367,51 personas por km².

## Geografía
Wall Lane se encuentra ubicado en las coordenadas 32°39′26″N 114°42′38″O / 32.65722, -114.71056. Según la Oficina del Censo de los Estados Unidos, Wall Lane tiene una superficie total de 1.13 km², de la cual 1.13 km² corresponden a tierra firme y (0%) 0 km² es agua.

## Demografía
Según el censo de 2010, había 415 personas residiendo en Wall Lane. La densidad de población era de 367,51 hab./km². De los 415 habitantes, Wall Lane estaba compuesto por el 49.88% blancos, el 0.48% eran afroamericanos, el 0% eran amerindios, el 2.89% eran asiáticos, el 0% eran isleños del Pacífico, el 45.78% eran de otras razas y el 0.96% pertenecían a dos o más razas. Del total de la población el 83.13% eran hispanos o latinos de cualquier raza.